# Chūb Tāshān
Chūb Tāshān (persiska: چوب تاشان) är en ort i Iran.   Den ligger i provinsen Kermanshah, i den nordvästra delen av landet, 400 km väster om huvudstaden Teheran. Chūb Tāshān ligger 1 434 meter över havet och antalet invånare är 161.
Terrängen runt Chūb Tāshān är kuperad åt sydost, men åt nordväst är den platt.Runt Chūb Tāshān är det ganska tätbefolkat, med 185 invånare per kvadratkilometer. Närmaste större samhälle är Kāmyārān, 7,3 km norr om Chūb Tāshān. Trakten runt Chūb Tāshān består till största delen av jordbruksmark.